# Jijila
Jijila község Tulcea megyében, Dobrudzsában, Romániában. A hozzá tartozó település Garvăn.

## Fekvése
A település az ország délkeleti részén található, a megyeszékhelytől, Tulcsától hetven kilométerre északnyugatra, a Jijila-tó közelében.

## Története
A 18. század elején tatár telepesek alapították. Első írásos említése 1829-ből való. Régi török neve Djidjila.

## Lakossága
A nemzetiségi megoszlás a következő:
| 2002      | 2002 | 2002   |
| --------- | ---- | ------ |
| Románok   | 5825 | 99,87% |
| Lipovánok | 5    | 0,08%  |
| Olaszok   | 2    | 0,03%  |
| Összesen  | 5832 | 100,0% |

## Látnivalók
- Dinogetia római erődítés
- Jijila-tó - területe 12,32 négyzetkilométer, a Dunával a Garla Mare-patak köti össze.